# Postmodern Jukebox
Postmodern Jukebox, også kendt under akronymet PMJ, er et skiftende musikkollektiv, der er grundlagt af arrangør og pianist i Scott Bradlee i 2011. PMJ er kendt for at omarbejde populært moderne musik til forskellige vintage-genrer, særligt fra begyndelsen af 1900 som swing og jazz. Postmodern Jukebox har fået over 912 millioner visninger på YouTube og 3,2 millioner følgere.
Hver uge lægger Postmodern Jukebox en ny video op. Selvom de oprindeligt primært blev filmet i Bradlees stue blev deres opsætninger mere udstyrstunge over tid. Bandet har indspillet coverversioner af musik fra Lady Gaga og The Strokes til Katy Perry og the White Stripes. Siden deres debut som en lille gruppe venner der lavede musik i en kælder i Queens, New York, har Postmodern Jukebox haft mere end 70 forskellige kunstnere og har turneret på fem kontinenter.

## Diskografi
| År   | Album                               | Højeste hitlisteplacering | Højeste hitlisteplacering | Højeste hitlisteplacering | Noter                                                                   |
| År   | Album                               | Jazz Albums               | Top Heatseekers           | Top Independent Albums    | Noter                                                                   |
| ---- | ----------------------------------- | ------------------------- | ------------------------- | ------------------------- | ----------------------------------------------------------------------- |
| 2013 | Introducing Postmodern Jukebox (EP) | 8                         | 31                        | —                         | [ 4 ] [ 5 ]                                                             |
| 2014 | Twist is the New Twerk              | 4                         | 7                         | 48                        | #16 på Billboard Jazz Albums: Year End 2015.                            |
| 2014 | Clubbin′ With Grandpa               | 4                         | —                         | —                         |                                                                         |
| 2014 | Saturday Morning Slow Jams          | —                         | —                         | —                         |                                                                         |
| 2014 | Historical Misappropriation         | 3                         | 7                         | 43                        | #20 på Billboard Jazz Albums: Year End 2015.                            |
| 2014 | A Very Postmodern Christmas         | 7                         | 22                        | —                         |                                                                         |
| 2015 | Selfies on Kodachrome               | 6                         | —                         | —                         |                                                                         |
| 2015 | Emoji Antique                       | 8                         | —                         | —                         |                                                                         |
| 2015 | Swipe Right For Vintage             | 5                         | 19                        | —                         | [ 8 ]                                                                   |
| 2015 | Top Hat On Fleek                    | 6                         | 20                        | —                         | [ 8 ]                                                                   |
| 2016 | PMJ And Chill                       | 10                        | —                         | —                         | [ 9 ]                                                                   |
| 2016 | Swing the Vote                      | 11                        | —                         | —                         | Jazz Albums, May 7, 2016                                                |
| 2016 | Squad Goals                         | —                         | —                         | —                         |                                                                         |
| 2016 | The Essentials                      | —                         | —                         | —                         | Opsamlingsalbum                                                         |
| 2017 | 33 Resolutions Per Minute           | 8                         | —                         | —                         | Billboard Jazz Albums: Peaked at #8 on Jan 01, 2017                     |
| 2017 | Fake Blues                          | 5                         | —                         | —                         | Billboard Jazz Albums: Peaked at #5 on Apr 28, 2017                     |
| 2017 | New Gramophone, Who Dis?            | 16                        | —                         | —                         | Billboard Jazz Albums: Peaked at #16 on July 21, 2017                   |
| 2017 | The New Classics (Recorded Live!)   | 5                         | 8                         | 8                         | Billboard Jazz Albums: Peaked at #5 on Jan 15, 2017                     |
| 2018 | Jazz Me Outside Pt. 1               | —                         | —                         | —                         |                                                                         |
| 2018 | Jazz Me Outside Pt. 2               | 21                        | —                         | —                         | Billboard Jazz Albums: Peaked at #21 on Apr 6, 2018                     |
| 2018 | Learn To Floss in 3 Easy Steps      | —                         | —                         | —                         |                                                                         |
| 2018 | Blue Mirror                         | 15                        | —                         | —                         | Billboard Jazz Albums: Peaked at #15 on Sept 5, 2018                    |
| 2018 | The Essentials II                   | 10                        | —                         | —                         | Billboard Jazz Albums: Peaked at #10 on Nov 18, 2018 Compilation album  |
| 2019 | Sepia Is The New Orange             | 15                        | —                         | —                         | Billboard Jazz Albums: Peaked at #15 on Mar 1, 2019 Compilation album   |
| 2019 | Jazz Age Thirst Trap                | 19                        | —                         | —                         | Billboard Jazz Albums: Peaked at #19 on June 28, 2019 Compilation album |
| 2019 | Throwback Clapback                  | —                         | —                         | —                         |                                                                         |